# Ellen Cobb
Ellen Cobb (14 de diciembre de 1940) es una deportista británica que compitió en judo. Ganó dos medallas en el Campeonato Europeo de Judo en los años 1975 y 1976.

## Palmarés internacional
| Campeonato Europeo | Campeonato Europeo | Campeonato Europeo | Campeonato Europeo |
| Año                | Lugar              | Medalla            | Categoría          |
| ------------------ | ------------------ | ------------------ | ------------------ |
| 1975               | Múnich (RFA)       | Medalla de bronce  | –72 kg             |
| 1976               | Viena (Austria)    | Medalla de plata   | +72 kg             |